# Montegranaro
Montegranaro är en ort och kommun i provinsen Fermo i regionen Marche i Italien. Kommunen hade 12 912 invånare 2018.